# For Your Lungs Only
For Your Lungs Only é do EP de estréia da banda de Punk Rock californiana Alkaline Trio. Foi realizado em 26 de Maio de 1998. A faixa "Southern Rock" foi regravada para o primeiro álbum da banda, Goddamnit, lançado mais tarde naquele mesmo ano. As 4 faixas reapareceram na compilação da banda Alkaline Trio, lançado em 2000.

## Recepção
Mike DaRonco do AllMusic comentou que o EP "[traz] uma nova percepção de amor perdido. Não que os membros da banda sejam maníacos depressivos - eles apenas tem uma abordagem mais sincera em relação a um amor perdido. E essa abordagem é o que se encontre em For Your Lungs Only".  Ele também notou influências de bandas como Descendents, Jawbreaker e outras no EP.

## Lista de Músicas
Todas as músicas e letras foram escritas por Matt Skiba, Dan Adriano e Glen Porter.
Lado A
| N.º            | Título             | Duração |  |
| 1.             | "Snake Oil Tanker" | 1:22    |  |
| 2.             | "Southern Rock"    | 3:06    |  |
| Duração total: | Duração total:     | 9:13    |  |

Lado B
| N.º            | Título                | Duração |  |
| 3.             | "Cooking Wine"        | 2:18    |  |
| 4.             | "For Your Lungs Only" | 2:27    |  |
| Duração total: | Duração total:        | 9:13    |  |

## Envolvidos
- Matt Skiba - Vocais Principais, Guitarra
- Dan Adriano - Vocais de Apoio, Baixo
- Glenn Porter - Bateria